# Edward Miller Mundy (1750-1822)
Edward Miller Mundy (18 octobre 1750 - 18 octobre 1822) est un homme politique conservateur anglais qui représente la circonscription de Derbyshire . 

## Biographie
Mundy, qui fait ses études au Collège d'Eton est le seul fils d'Edward Mundy et de son épouse Hesther Miller. Son père, descendant des Mundys d'Allestree, est le shérif du Derbyshire en 1731, et sa mère apporte le domaine Shipley à la famille. Son père et sa mère meurent en 1767. 
Il est haut shérif du Derbyshire en 1772 et est élu député de Derbyshire en 1783 et occupe le siège pendant 39 ans. Il est nommé colonel du 2e régiment de milice de Derby en juillet 1803. En 1817, il est membre du Grand Jury dans le procès des hommes impliqués dans le Pentrich Rising. 
Il est décédé à son siège, Shipley Hall, à l'âge de 72 ans. 
Il se marie deux fois, d'abord avec Frances Meynell, fille aînée de Godfrey Meynell, et ont cinq fils et une fille, qui épouse Charles Fitzroy, deuxième fils du duc de Grafton. L'un de ses fils est le général de division Godfrey Basil Mundy. Il se remarie avec Georgiana Chadwick, fille d'Evelyn Chadwick, de West Leak, Nottinghamshire, veuve de Thomas Middleton, 4e Lord Middleton. Ils n'ont qu'une fille, appelée Georgiana Elizabeth Miller Mundy, qui épouse Henry Pelham-Clinton (4e duc de Newcastle). 